# Iwur
 (juillet 2025).
Le contenu est difficilement compréhensible vu les erreurs de traduction, qui sont peut-être dues à l'utilisation d'un logiciel de traduction automatique.
L’iwur ou morop est l'une des langues du groupe ok-oksapmin des langues Trans-Nouvelle-Guinée, parlé en Nouvelle-Guinée occidentale. C'est la langue primaire du peuple morop qui occupe les districts d'Iwur et de Tarup, limitrophes de l'Indonésie et de la Papouasie-Nouvelle-Guinée indépendante.
Bien qu'elle ne soit pas enseignée dans les écoles ni maintenue par les institutions, son usage est supposé normalisé au sein des communautés morop, et les enfants apprennent et parlent l'iwur comme langue première, au moins en partie.
L’iwur est écrit avec l’alphabet latin.

## Vulnérabilité
La plupart des ressources disponibles utilisent l'échelle élargie de perturbation intergénérationnelle (EGDIS) pour évaluer la vitalité d'une langue. Elle attribue un score de 0 à 10 où 0 est une langue parlée à l'internationale, et 10 une langue éteinte. En ce qui concerne l'évaluation de l'iwur, le manque de recherche et d'informations cause des divergences de conclusions entre études. Ce problème reflète la quasi-absence de sources académiques, ou même informelle, qui documentent cette langue.
La base de donnée Ethnologue, éditée par Société internationale de linguistique (SIL), défini le statut de l'iwur comme «stable» et le nombre de locuteurs à 6 900 personnes en 2011, c’est-à-dire comme une « langue qui n'est pas soutenue par les institutions compétentes, mais dont la norme au sein de la communauté ou du foyer est l'usage et l'apprentissage de la langue par tous les enfants. ». Ethnologue n'affiche pas le score EGDIS dans sa version gratuite. Il propose à la place un indice simplifié, dont la méthodologie exacte reste opaque,.
La fondation Endangered Languages Project est une organisation coopérative internationale de nombreux acteurs de la protection des langues en danger. Le projet catégorise la langue iwur comme « menacée » , avançant un nombre de locuteurs de 6900 personnes .
Glottolog, une base de donnée bibliographique des langues gérée par l'Institut Max Planck. appuyé par une étude menée en 2022, catégorise l'iwur comme « en mouvement », qui est défini en ces termes : « la génération en âge de procréer parle la langue, mais ne la transmet pas toujours à leurs enfants. » Cela correspond au niveau 7 de l'EGDIS et qualifie donc l'iwur de langue en danger .